# 惠比寿
惠比寿（日语： Ebisu */?），漢字亦寫做惠比须、惠美須，是日本神话中的海神，属于七福神，也是七福神中唯一一个日本固有神明。常見的形象是頭戴烏帽子、身穿狩衣、右手持釣竿、左手抱鯛魚的姿態（相對少見的則有雙手捧著鯛魚的姿態）。
关于惠比寿的来源有着不同的说法。一种说法认为，日本神话中的创世神伊奘诺尊和伊奘冉尊因结婚仪式错误而生下了畸形儿「蛭兒」并将其遗弃，后来被奉为「夷三郎大明神」，也就是惠比寿。
惠比寿原先是渔民信仰的海上守护神，后来由于海运的兴起而成了商业神、財神，到14、15世纪演变为了民众的一般信仰。

## 备注

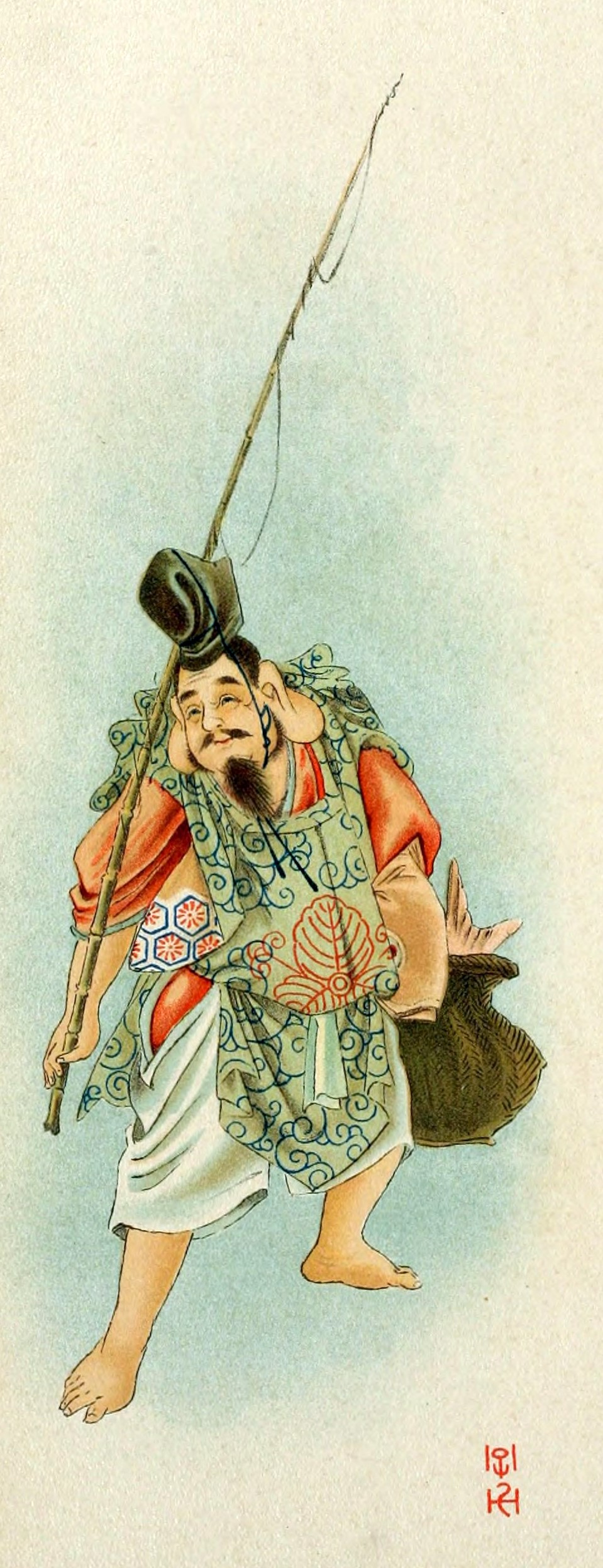
惠比壽

1. ↑  えびす为本名，但一般讹作，反推历史假名遣为ゑびす。然而えびす一词与、等词同源，上述词汇中的え不是由ゑ合流而来，故不应作ゑびす

## 外部連結
- ゑびす神異考 『日本民俗学. 歴史篇』中山太郎 著 (大岡山書店, 1931)